# 奧尼爾 (內布拉斯加州)
奧尼爾（英語：O'Neill）是一個位於美國內布拉斯加州霍爾特縣的城市。根據2010年美國人口普查，該地共人口3705人，而該地的面積約為6.18平方千米。同時該地也是霍爾特縣的縣治。

## 地理
奧尼爾的座標為42°27′39″N 98°38′49″W / 42.46083°N 98.64694°W，而該地的平均海拔高度為606米（即1988英尺）。